# Aspartato deidrogenasi
La aspartato deidrogenasi è un enzima appartenente alla classe delle ossidoreduttasi, che catalizza la seguente reazione:
L-aspartato + H2O + NAD(P)+ ⇄ ossalacetato + NH3 + NAD(P)H + H+
Questo enzima è strettamente specifico per il substrato L-aspartato. Catalizza la prima reazione della biosintesi del NAD a partire dall'aspartato. L'enzima ha più alta affinità per il NAD+ che per il NADP+.